# See-Saw
See-Saw（シーソー）は、ボーカルの石川智晶とキーボードの梶浦由記からなる日本の音楽ユニットである。ユニット名は公園などにある遊具シーソーに由来する。所属レーベルはフライングドッグ。

## メンバー

### 現メンバー
| 人名                        | パート     | 備考 |
| --------------------------- | ---------- | --- |
| 石川智晶（いしかわ ちあき） | ボーカル   | - 1969年3月29日生まれ。AB型。東京都/福岡県出身。 - 作詞・作曲を担当。 - 1度目の活動休止後はsomali名義でソロ活動をしていた。 |
| 梶浦由記（かじうら ゆき）   | キーボード | - 1965年8月6日生まれ。A型。東京都出身。 - 作詞・作曲・編曲を担当。 - FictionJunction名義でソロプロジェクトを展開。          |

### 元メンバー
| 人名                          | パート | 備考                                                                                                 |
| ----------------------------- | ------ | --- |
| 西岡由紀子（にしおか ゆきこ） | ベース | - 在籍時は、「永遠」「たった一人のあなたへ」の作曲を担当。 - 1994年4月、作家活動に専念するため脱退。 |

## 来歴

### デビュー前
ユニットの前身は、高校時代に西岡由紀子と当時のメンバーである石川の姉を中心に結成した6人組バンド「15 SAND（いちごさんど）」で、結成当時まだメンバーではなかった梶浦由記がキーボードとして加わり、当時在籍してた姉の誘いで石川智晶（chiaki）が後にボーカルとして加入した。
メンバーが大学に進学しても活動は続けられ、就職活動のため一時はバンド活動を休止したものの、メンバーの熱望により、大学卒業後もOLのかたわらバンド活動を再開。後にプロデビューの話もあったが、方向性の違いから断念。1992年7月から梶浦・西岡・石川（chiaki）の残った3人でユニット名を「See-Saw」に改名し活動する。

### デビュー後
1993年
- 7月25日、シングル「Swimmer」でデビュー。
- 9月26日、2ndシングル「キライになりたい 」のC/W「永遠」が、TBS系列テレビドラマ『泣きたい夜もある』挿入歌に起用される。

1994年
- 第4回NHK新人歌謡コンテストに最終決戦まで進み出場し、優秀賞を獲得。出場者の中には、グランプリを獲得し受賞者特典である『NHK紅白歌合戦』出場権を得て出場した演歌歌手の田川寿美と、後に第6回でグランプリとなった門倉有希がいる。
- 3rdシングル「Chao Tokyo」リリース後の4月、西岡が作家活動に専念するため脱退。石川・梶浦の体制となる。

1995年
- 2月1日、6thシングル「また会えるから」をリリース後は活動を休止。その後2人はそれぞれのソロ活動に専念。

2001年
- 梶浦がBGMを手掛けたテレビアニメ『ノワール』の挿入歌「Indio」のボーカルに石川（chiaki）を迎えたのがきっかけで、活動を再開。

2002年
- 5月22日、7thシングル「Obsession」をリリース。同曲はテレビアニメ『.hack//SIGN』オープニングテーマ（エンディングはカップリング曲「優しい夜明け」）に起用され、アニメに後押しされる形で注目を集める。
- 10月23日、テレビアニメ『機動戦士ガンダムSEED』のエンディングテーマである9thシングル「あんなに一緒だったのに」が大ヒットしたのをきっかけに一躍名前を知られるようになる。同曲がヒット時、『速報!歌の大辞10』にVTR出演をしている。石川は「近所の子供達の間じゃ、私はスゴイお姉さんになるでしょうね!」と答えていた。

2003年
- 2月21日、ベストアルバム「Early Best」、オリジナルアルバム「Dream Field」を同時リリース。

2005年
- 8月3日、テレビアニメ『機動戦士ガンダムSEED DESTINY』エンディングテーマである11thシングル「君は僕に似ている」をリリース。歴代最高となるオリコンチャート4位を記録。

2006年
- この年から再び活動休止し、それぞれのソロ活動を展開。その間、2人とも所属レーベルをビクターエンタテインメントの子会社であるFlyingDogに移籍し、2013年5月8日、同レーベルから「Dream Field」が再リリースされた。

2019年
- 2月2日、フライングドッグ10周年記念ライブ「犬フェス!」に石川と梶浦（FictionJunction YUUKA）が出演。石川のコーナー後に梶浦が登場し、久々にSee-Sawとして「あんなに一緒だったのに」を披露した。
- 梶浦が音楽を担当するテレビアニメ『鬼滅の刃』の劇伴のボーカルに石川が参加。
- 12月15日、東京国際フォーラムAにて『See-Saw LIVE 〜Dream Field 2019〜』を開催。See-Sawとしての単独ライブは17年ぶり。

2020年
- 6月10日、コンプリートベストアルバム「See-Saw-Scene」をリリース。

2024年
- 1月24日、19年ぶりとなる12thシングル「去り際のロマンティクス」（映画『機動戦士ガンダムSEED FREEDOM』EDテーマ）をリリース。

## ディスコグラフィ

### シングル
| 枚   | 発売日         | タイトル                   | レーベル                   | 規格品番   | 最高位 | 備考   |
| ---- | -------------- | -------------------------- | -------------------------- | ---------- | ------ | ------ |
| 1st  | 1993年7月25日  | Swimmer                    | ファンハウス               | FHDF-1311  |        | 8cm CD |
| 2nd  | 1993年9月26日  | キライになりたい           | ファンハウス               | FHDF-1322  |        | 8cm CD |
| 3rd  | 1994年3月24日  | Chao Tokyo                 | ファンハウス               | FHDF-1371  |        | 8cm CD |
| 4th  | 1994年8月5日   | 素肌 ～ノーメイク～        | ファンハウス               | FHDF-1408  |        | 8cm CD |
| 5th  | 1994年9月24日  | スレンダーカメレオン       | ファンハウス               | FHDF-1406  |        | 8cm CD |
| 6th  | 1995年2月1日   | また会えるから             | ファンハウス               | FHDF-1439  |        | 8cm CD |
| 7th  | 2002年5月22日  | Obsession                  | ビクターエンタテインメント | VICL-35384 | 45位   |        |
| 8th  | 2002年7月24日  | edge                       | ビクターエンタテインメント | VICL-35407 | 30位   |        |
| 9th  | 2002年10月23日 | あんなに一緒だったのに     | ビクターエンタテインメント | VICL-35440 | 5位    |        |
| 10th | 2003年1月22日  | 君がいた物語/Emerald Green | ビクターエンタテインメント | VICL-35458 | 7位    |        |
| 11th | 2005年8月3日   | 君は僕に似ている           | ビクターエンタテインメント | VICL-35800 | 4位    |        |
| 12th | 2024年1月24日  | 去り際のロマンティクス     | フライングドッグ           | VTCL-35367 | 9位    |        |

### アルバム
| 枚  | 発売日         | タイトル       | レーベル                   | 規格品番   | 最高位 | 備考 |
| --- | -------------- | -------------- | -------------------------- | ---------- | ------ | ---- |
| 1st | 1993年9月26日  | I have a Dream | ファンハウス               | FHCF-2117  |        |      |
| 2nd | 1994年10月26日 | See-Saw        | ファンハウス               | FHCF-2187  |        |      |
| 3rd | 2003年2月21日  | Dream Field    | ビクターエンタテインメント | VICL-61069 | 7位    |      |

### ベストアルバム
| 枚  | 発売日        | タイトル                              | レーベル         | 規格品番     | 最高位 | 備考                          |
| --- | ------------- | ------------------------------------- | ---------------- | ------------ | ------ | ----------------------------- |
| 1st | 2003年2月21日 | Early Best                            | BMG JAPAN        | BVCK-37101   |        | ファンハウス時代の楽曲集      |
| 2nd | 2020年6月10日 | See-Saw Complete Best -See-Saw-Scene- | フライングドッグ | VTCL-60524/6 | 11位   | フルタイムベスト3枚組37曲収録 |

### オムニバスDVD
| 枚  | 発売日        | タイトル                                      | レーベル                   | 規格品番 | 備考                                                                |
| --- | ------------- | --------------------------------------------- | -------------------------- | -------- | ------------------------------------------------------------------- |
| 1st | 2006年5月24日 | 機動戦士ガンダムSEED DESTINY Clipping 4 songs | ビクターエンタテインメント | VIBF-200 | 「君は僕に似ている」「あんなに一緒だったのに（2006MIX）」のPVが収録 |

## タイアップ
| 楽曲                           | タイアップ                                                                        |
| ------------------------------ | --------------------------------------------------------------------------------- |
| 永遠                           | TBS系列テレビドラマ『泣きたい夜もある』挿入歌                                     |
| ChaoTokyo                      | フジテレビ系列のバラエティ番組『上岡龍太郎にはダマされないぞ!』エンディングテーマ |
| 素肌 ～ノーメイク～            | フジテレビ『ROOMS』エンディングテーマ                                             |
| また会えるから                 | 映画『ルビーフルーツ』主題歌                                                      |
| Obsession                      | テレビ東京系テレビアニメ『.hack//SIGN』オープニングテーマ                         |
| 優しい夜明け                   | テレビ東京系テレビアニメ『.hack//SIGN』エンディングテーマ                         |
| edge                           | OVA『.hack//Liminality Vol.1』オープニングテーマ                                  |
| 千夜一夜                       | OVA『.hack//Liminality Vol.2』オープニングテーマ                                  |
| 黄昏の海                       | OVA『.hack//Liminality』Vol.1 - Vol.4エンディングテーマ                           |
| あんなに一緒だったのに         | TBS系テレビアニメ『機動戦士ガンダムSEED』エンディングテーマ                       |
| 君がいた物語                   | OVA『.hack//Liminality Vol.3』オープニングテーマ                                  |
| 記憶                           | OVA『.hack//Liminality Vol.4』オープニングテーマ                                  |
| Emerald Green                  | テレビ東京系テレビアニメ『.hack//黄昏の腕輪伝説』エンディングテーマ               |
| 君は僕に似ている               | TBS系テレビアニメ『機動戦士ガンダムSEED DESTINY』エンディングテーマ               |
| 新しい予感 〜 Only at JUSCO 〜 | ジャスコ（現・イオングループ）店内イメージソング                                  |
| 去り際のロマンティクス         | アニメ映画『機動戦士ガンダムSEED FREEDOM』エンディングテーマ                      |